# Автошлях Т 1927
Автошля́х Т 1927 — автомобільний шлях територіального значення у Сумській області. Пролягає територією Охтирського району через Чернеччину — Журавне. Загальна довжина — 12,2 км.

## Маршрут
Автошлях проходить через такі населені пункти:
| Автошлях Т 1927  |        |
| Сумська область  |        |
| Охтирський район |        |
| Чернеччина       | Т 1705 |
| Риботень         |        |
| Журавне          |        |